# La Veta
La Veta – miasto w Stanach Zjednoczonych, w stanie Kolorado, w hrabstwie Fremont.